# 김봉휴
김봉휴(金封休, ?~?)는 신라의 관료이다.

## 생애
당시 신라의 시랑으로서 태조 왕건에게 항복을 청하는 국서를 가지고 고려에 방문했으며, 경순왕이 고려로 귀부해 개경으로 조회하러 올 것을 청했다. 왕건은 그를 후대하며 신라 왕실과 혼인을 맺고자 한다는 뜻을 경순왕에게 전하게 했다.

## 김봉휴가 등장하는 작품
- 《태조 왕건》 (KBS, 2000년~2002년, 배우 : 양형호)